# Good Kid, M.A.A.D City
Good Kid, M.A.A.D City (stilizirano kao good kid, m.A.A.d city) je debitantski studijski album američkog repera Kendricka Lamara. Album je objavljen 22. listopada 2012. godine pod diskografskim kućama Aftermath Entertainment, Interscope Records i Top Dawg Entertainment. To je prvi album kojeg je Kendrick Lamar objavio pod diskografskim kućama Aftermath Entertainment i Interscope Records. Ovom albumu je prethodio njegov nezavisni album Section.80 kojeg je objavio 2011. godine. Konceptualni album Good Kid, M.A.A.D City prati priču mladog Lamara koji odrasta u Comptonu, Kaliforniji. Nekoliko pjesama završava sa skečem koji povezuju priču albuma. Na naslovnici albuma to je nazvano kratki film Kendricka Lamara.
Produkciju albuma izveli su različiti glazbeni producenti; Just Blaze, Pharrell Williams, Hit-Boy, Scoop DeVille, T-Minus, te mnogi drugi. Album sadrži gostujuće izvedbe od strane Jaya Rocka, Drakea, MC Eihta, te mnogih drugih kao i njegovog mentora i izvršnog producenta, Dr. Drea. Album je prije objavljivanja proizveo dva singla, "The Recipe" na kojem gostuje Dr. Dre i "Swimming Pools (Drank)". Postigli su osrednji uspjeh na top ljestvicama. Pjesma "Compton" je objavljena kao promotivni singl. Nekoliko drugih pjesama s albuma ušlo je na različite Billboardove top ljestvice. Koncept albuma pripovijeda život tinejdžera Kendricka koji posuđuje majčin kombi kako bi posjetio djevojku po imenu Sherane. On živi Comptonski stil života zajedno sa svojim prijateljima, te kasnije ulazi u stvarnost nakon smrti prijatelja.
Album je na top ljestvici Billboard 200 debitirao na poziciji broj dva. U prvome tjednu prodan je u 242.000 primjeraka. Time je album postao najprodavaniji hip hop i muški album u 2012. godini. Također je na Spotifyu u prvome tjednu preslušan 2.8 milijuna puta, postajući drugi najslušaniji izvođač u prvome tjednu. Na top ljestvici UK Albums Chart debitirao je na poziciji broj 16, a na top ljestvici UK R&B Chart na poziciji broj dva. Album je nakon objavljivanja zaradio odlične recenzije od raznih glazbenih kritičara, koji su ga pohvalili za njegovo pripovijedanje, koncept i strukturu.

## Pozadina
Nakon objavljivanja i uspjeha njegovog nezavisnog albuma Section.80 iz 2011. godine, Lamar je potpisao ugovor s diskografskim kućama Aftermath Entertainment i Interscope Records. Izjavio je da nije želio raditi s najvećim producentima jer se želi još iskazati. Rekao je da želi nastaviti raditi s producentima s kojima je započeo, većinom iz Top Dawg Entertainmenta i Digi-Phonicsa. Kasnije je dodao da će se njegov studijski album bazirati na životu u nepopularnom gradu Comptonu.

## Popis pjesama
| Br. | Skladba                                    | Tekstopisac                                                                             | Producent                     | Trajanje |
| --- | ------------------------------------------ | --------------------------------------------------------------------------------------- | ----------------------------- | -------- |
| 1.  | »Sherane a.k.a Master Splinter’s Daughter« | Kendrick Duckworth, Christopher Whitacre, Justin Henderson                              | Tha Bizness                   | 4:33     |
| 2.  | »Bitch, Don't Kill My Vibe«                | Duckworth, Mark Spears, Braun, Vindahl Friis, Lykke Schmidt                             | Sounwave                      | 5:10     |
| 3.  | »Backseat Freestyle«                       | Duckworth, Chauncey Hollis                                                              | Hit-Boy                       | 3:32     |
| 4.  | »The Art of Peer Pressure«                 | Duckworth, Rune Rask, Jonas Vestergaard                                                 | Tabu                          | 5:24     |
| 5.  | »Money Trees« (featuring Jay Rock)         | Duckworth, Dacoury Natche, Johnny McKinzie, Victoria Garance Alixe Legrand, Alex Scally | DJ Dahi                       | 6:26     |
| 6.  | »Poetic Justice« (featuring Drake)         | Duckworth, Elijah Molina, Aubrey Graham, James Harris, Janet Jackson, Terry Lewis       | Scoop DeVille                 | 5:00     |
| 7.  | »good kid«                                 | Duckworth, Pharrell Williams, Chad Hugo                                                 | The Neptunes                  | 3:34     |
| 8.  | »m.A.A.d city« (featuring MC Eiht)         | Duckworth, Mark Spears, R. Riera, A. Morgan, Aaron Tyler, Quincy Hanley                 | Sounwave, THC, Terrace Martin | 5:50     |
| 9.  | »Swimming Pools (Drank)«                   | Duckworth, Tyler Williams                                                               | T-Minus                       | 5:13     |
| 10. | »Sing About Me, I'm Dying of Thirst«       | Duckworth, G. Stevenson, D. Hutchins, Q. Jones, Alan Bergman, Marilyn Bergman           | Like, Skhye Hutch, Sounwave   | 12:03    |
| 11. | »Real« (featuring Anna Wise)               | Duckworth, Terrace Martin                                                               | Terrace Martin                | 7:23     |
| 12. | »Compton« (featuring Dr. Dre)              | Duckworth, Justin Smith, Charles Richard Cason, Sly Jordan                              | Just Blaze                    | 4:08     |

## Nadnevci objavljivanja
| Država                     | Nadnevak            | Format                     | Diskografska kuća                                                 | Izvor |
| -------------------------- | ------------------- | -------------------------- | ----------------------------------------------------------------- | ----- |
| Kanada                     | 22. listopada 2012. | CD, digitalni download, LP | Aftermath Entertainment Interscope Records Top Dawg Entertainment | [ 1 ] |
| Sjedinjene Američke Države | 22. listopada 2012. | CD, digitalni download, LP | Aftermath Entertainment Interscope Records Top Dawg Entertainment | [ 2 ] |
| Ujedinjeno Kraljevstvo     | 22. listopada 2012. | CD, digitalni download, LP | Aftermath Entertainment Interscope Records Top Dawg Entertainment | [ 3 ] |

## Vanjske poveznice
- Good Kid, M.A.A.D City na Allmusicu
- Good Kid, M.A.A.D City na Discogsu